# Pseudolaelia regentii
Pseudolaelia regentii är en orkidéart som beskrevs av Vitorino Paiva Castro och Sidney Marçal de Oliveira. Pseudolaelia regentii ingår i släktet Pseudolaelia och familjen orkidéer. Inga underarter finns listade i Catalogue of Life.